# カガラスカ島
カガラスカ島 （カガラスカとう、英語:Kagalaska Island、アレウト語:Qigalaxsix̂）はアラスカ州アリューシャン列島のアンドリアノフ諸島の島。
長さ9マイル (14 km)で、幅は7マイル (11 km)。アダック島とはカガラスカ海峡(Aakayuudax̂ in アレウト語)を挟んで、最も狭い所で約1,300フィート (400 m)程。東にはリトル・タナガ海峡を挟んで、1.2マイル (1.9 km)程のリトル・タナガ島がある。
不毛の海岸を持つ他のアラスカの島々とは異なり、低木の茂みと砂丘に覆われている。そこは海鳥の営巣地となり、夏にはアザラシ達が日光浴をする。